# Стерлядево (Рыбинский район)
Стерлядево – деревня в Макаровском сельском округе Судоверфского сельского поселения Рыбинского района Ярославской области .
Деревня расположена на правом берегу реки Волга (Горьковское водохранилище), примерно в 1 км ниже плотины и шлюза гидроузла Рыбинского водохранилища. Деревня находится в городском окружении – к югу от неё, ниже по течению  город Рыбинск (микрорайон Прибрежный), а к северу микрорайон Переборы, на противоположном берегу микрорайон Волжский. Выше деревни в Волгу впадает Фоминский ручей. Ранее выше устья ручья стояла деревня Фоминское, ныне там находится завод гидромеханизации.  Автомобильная дорога, соединяющая центральную часть Рыбинска с микрорайоном Переборы проходит к западу от деревни, через деревню Макарово.  Ранее ниже по течению реки следовали деревни Наволоки и Мягкая, ныне вошедшие в состав города. Основная улица деревни проходит параллельно волжскому берегу, через эти бывшие деревни выходит непосредственно на окраину города Рыбинска  в районе мебельной фабрики «Свобода». В деревне Макарово, на противоположном берегу Фоминского ручья – небольшая церковь Александра Невского, построенная в начале XX века  и кладбище .
Деревня указана на плане Генерального межевания Рыбинского уезда конца XVIII века как деревня Стерлядева.
На 1 января 2007 года в деревне числилось 9 постоянных жителей . Деревня обслуживается почтовым отделением Рыбинск-16 (Переборы), по почтовым данным в деревне 42 дома .